# Оджак
Оджак (босн. і хорв. Odžak) — місто на  північному краю Боснії і Герцеговини, на території Федерації Боснія і Герцеговина в кантоні Посавіна. Адміністративний центр однойменної громади.

## Зображення

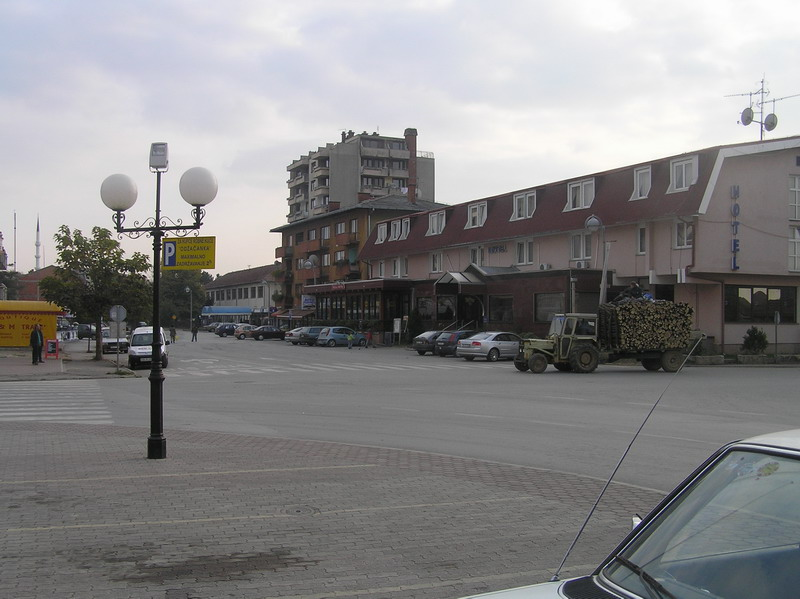
Odžak 2008
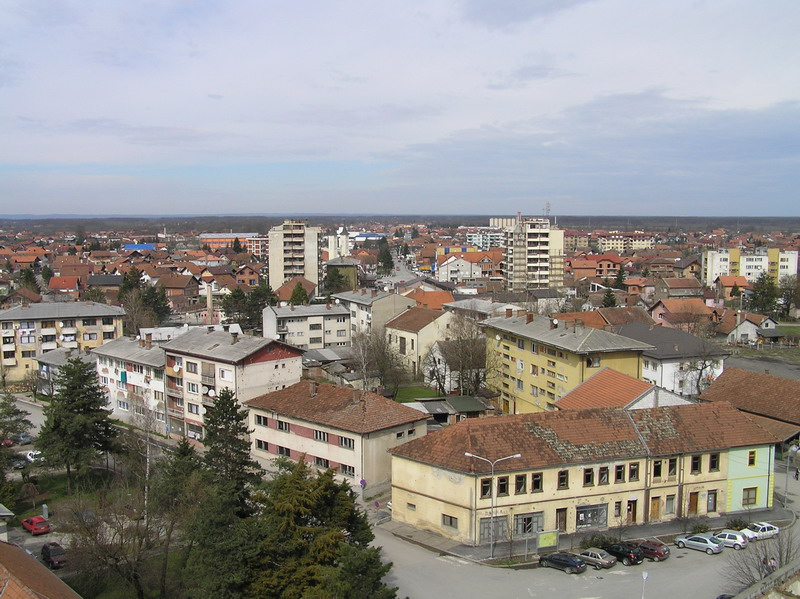
Odžak 2009
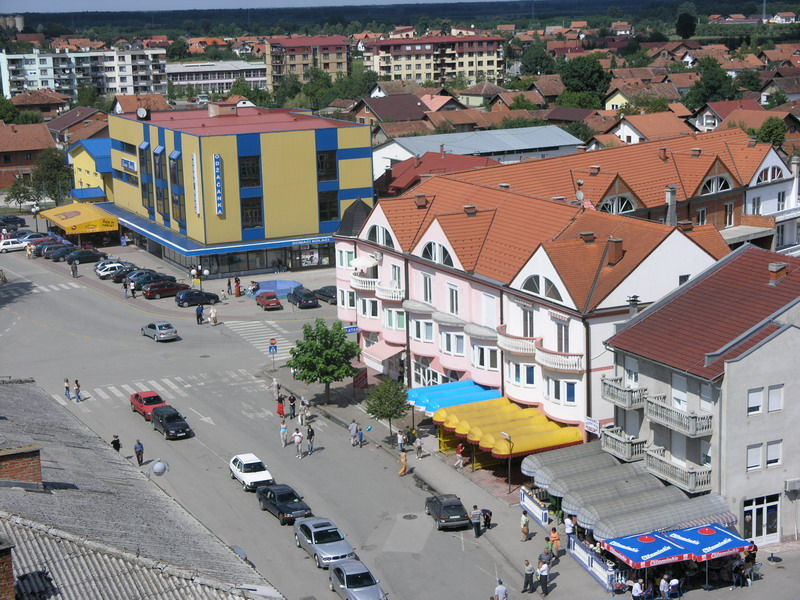
Odžak 2009
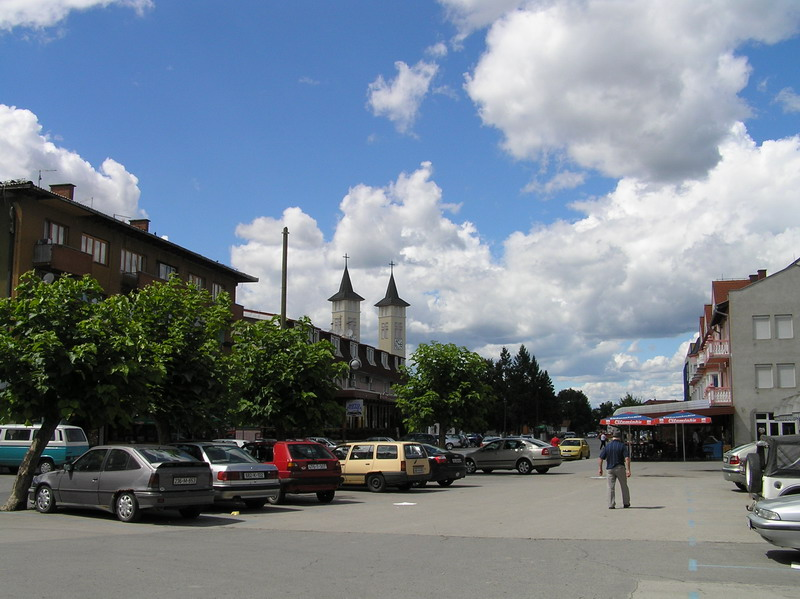
Odžak 2009